# Онут (річка)
Ону́т (інші назви — Білий Потік, Баламутка) — річка в Україні, в межах Хотинського та Заставнівського районів Чернівецької області. Права притока Дністра (басейн Чорного моря).

## Опис
Довжина 16 км, площа водозбору 171 км². Долина вузька і глибока, в пониззі місцями каньйоноподібна. Річище слабозвивисте. Заплава в деяких місцях однобічна.

## Розташування
Онут бере початок на південь від села Ржавинці, в лісовому масиві, що розташований у Чернівецькому регіональному ландшафтному парку. Тече в межах Хотинської височини спершу на північний схід, далі — на північ, північний захід і знову на північ, у пригирловій частині — на північний схід. Впадає до Дністра на північний схід від села Онута.
Притоки: Рамнець, Чорний Потік (ліві).
Над річкою розташовані села: Ржавинці, Баламутівка, Чорний Потік, Онут.